# 民主之春
民主之春（英語：Democracy Spring）是2016年4月发生在美利坚合众国的一系列游行示威活动。组织者宣称，该活动目的是要求美国国会采取措施，减少资本在美国政治中的影响力，保证选举的公平公正。
活动于4月2日开始，参与者从费城出发，步行十天抵达华盛顿特区，4月18日结束。据华盛顿警方声明，有上千名抗议者在本次示威活动中被逮捕，创造了美国首都当地逮捕人数的最高记录。